# St. Mary’s Cathedral (Tuam)

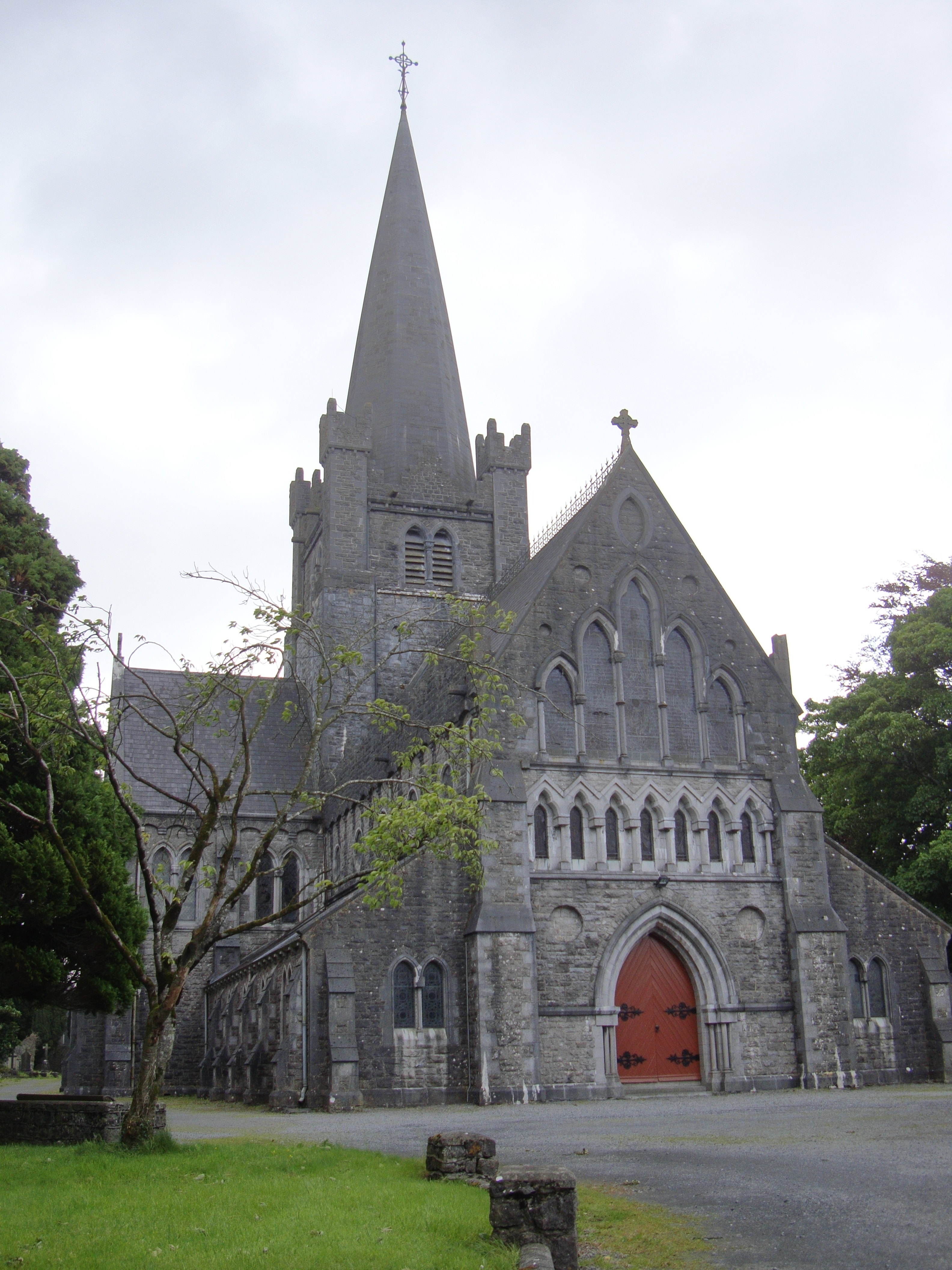
St Mary’s Cathedral, Tuam

St. Mary’s Cathedral (irisch Ard-Eaglais Mhuire) ist die mittelalterliche Kathedrale von Tuam, Irland. Unter Elisabeth I. wurde sie anglikanisiert und zählt zur Church of Ireland.

## Geschichte
Die der Jungfrau Maria geweihte St. Mary’s Cathedral stammt aus dem 14. Jahrhundert. Sie wurde unter Elisabeth I. der anglikanischen Kirche übergeben. Die Kathedrale brannte 1767 teilweise nieder und wurde mit Veränderungen restauriert. Das anglikanische Erzbistum Tuam wurde nach dem Tod von Erzbischof Power Le Poer Trench 1839 aufgehoben und zur Diözese von Tuam, Killala und Achonry vereinigt. St. Mary’s Cathedral ist bis heute einer der beiden Bischofssitze dieser anglikanischen Diözese.
Erst nach der Katholikenemanzipation im britischen Königreich konnte das katholische Erzbistum Tuam 1837 eine neue eigene Marienkathedrale errichten.